# The Beast Within
The Beast Within este un film de groază britanic din 1982 regizat de Philippe Mora. Rolurile principale sunt interpretate de actorii Ronny Cox și Bibi Besch.

## Distribuție
- Ronny Cox (Eli MacCleary)
- Bibi Besch (Caroline MacCleary)
- Paul Clemens (Michael MacCleary)
- Don Gordon (Judge Curwin)